# Sabri Lamouchi
Sabri Lamouchi, né le 9 novembre 1971 à Lyon, est un footballeur international français, devenu entraîneur.
Il évoluait au poste de milieu relayeur. Il compte douze sélections en équipe de France. Il a été l'entraîneur du Stade rennais entre 2017 et 2018.

## Biographie

### Formation
D'origine tunisienne, Lamouchi commence la pratique du football à La Duchère, dès l'âge de 6 ans, où il reste quatre ans avant de rejoindre le club de CASCOL Oullins. Il reste là-bas jusqu'à l'âge de 18 ans, avant de rejoindre le centre de formation d'Alès.

### Entrée dans le monde Pro
Lamouchi débute en Division 2 en 1991 avec Alès, où il reste jusqu'en 1994. Il se fait repérer lors du match de Coupe de France contre son ancien club de la Duchère, à l'occasion duquel il marque un but somptueux. Guy Roux lui fait alors rejoindre la première division et l'AJ Auxerre. Il appartient à la génération qui réalise le doublé coupe/championnat en 1996.
Sabri Lamouchi est sélectionné en équipe nationale tunisienne en 1994, mais il reste sur le banc des remplaçants à la suite des choix de Khmais Laabidi, entraîneur national tunisien à l'époque[Information douteuse]. Cette attitude pousse le joueur franco-tunisien à changer de direction pour choisir l'équipe de France. Il participe à l'Euro 1996 et fait partie des 6 joueurs écartés de la "liste des 28" d'Aimé Jacquet peu avant la Coupe du monde 1998. Ses performances lui valent tout de même d'être recruté par un ténor du championnat, l'AS Monaco. Il y réalise deux magnifiques saisons, conclues par un titre de champion de France en 2000. Il quitte alors le club princier pour la Serie A.

### La Serie A
Arrivé à Parme en 2000, Lamouchi s'impose comme un titulaire grâce à sa redoutable technique. Véritable plaque tournante de son équipe, il reste trois ans à Parme, où il remporte une Coupe d'Italie, avant de rejoindre l'Inter Milan. Le joueur a alors 32 ans, et n'a plus la force pour s'imposer dans un tel club. Il reste une bonne partie de la saison sur le banc, avant de partir.

### Fin de carrière
Après son départ de Milan, Lamouchi signe au Genoa, en Serie B, où il réalise tout de même de bonnes performances. Il est alors tiré vers le haut par l'Olympique de Marseille qui le recrute en 2005. Il atteint la finale de la Coupe de France et réalise une très bonne saison. Mais, à la grande surprise des Marseillais, le 18 septembre 2006, il fait la demande de quitter l'OM pour cause de trop forte concurrence. Il signe quelques jours plus tard au Qatar, à Al Rayyan, puis à l'Umm Salal Club.
En janvier 2009, il s'engage pour le club d'Al Kharitiyath jusqu'à la fin de saison. Il est aussi en parallèle consultant pour la chaîne Al-Dawri.
Il travaille depuis l'automne 2009 en tant que consultant sur l'antenne de Canal+.
Sabri Lamouchi est membre du club des Champions de la Paix, un collectif de 54 athlètes de haut niveau créé par Peace and Sport, organisation internationale basée à Monaco et œuvrant pour la construction d'une paix durable grâce au sport.

### Carrière d'entraîneur
En mai 2006, il est candidat au BEES 2e degré, mais ne l'obtient pas. Il obtient finalement le diplôme en 2009.

#### Côte d'Ivoire
Le 28 mai 2012, il est nommé à la tête de la sélection de la Côte d'Ivoire en remplacement de François Zahoui. Il a pour tâche de remporter la CAN 2013 organisée en Afrique Du Sud.
Le 2 juin 2012, il gagne son premier match en tant qu'entraîneur de la Côte d'Ivoire, lors d'une rencontre face à la Tanzanie (2-0).
Lors de la CAN 2013 en Afrique du Sud, la Côte d'Ivoire est éliminée en quarts de finale par le Nigeria. Sabri Lamouchi présente sa démission le 25 juin 2014 après l'élimination de la Côte d'Ivoire dès le premier tour de la Coupe du monde 2014 face à la Grèce (2-1).
En janvier 2015, il est nommé entraineur du El Jaish SC au Qatar. Il emmène avec lui ses adjoints, Jean-Marc Kuentz et Olivier Pédémas qui le suivent depuis 2012.

#### Rennes
Le 8 novembre 2017, à la suite de la prise de fonction d'Olivier Létang en tant que président délégué et manager général du Stade rennais FC, il devient le nouvel entraîneur du club breton en remplaçant ainsi Christian Gourcuff, en place depuis mai 2016. Grâce à de bons résultats, il qualifie le Stade rennais FC en Ligue Europa pour la première fois depuis sept ans en terminant 5e du championnat de France de Ligue 1.
Le début de saison 2018-2019 est plus compliqué et sa situation est fragilisée malgré le soutien du public. Il n'est plus l'entraîneur du Stade rennais FC depuis le 3 décembre 2018 (date de sa mise à pied) à la suite de la défaite 1-4 contre Strasbourg et est remplacé par intérim par Julien Stéphan, entraîneur de la réserve.
Avec un style de jeu en rupture avec son prédécesseur (Christian Gourcuff), plus pragmatique et moins dogmatique, il insuffle un vent nouveau dès sa prise de fonction, et une victoire dans le derby face à Nantes (2-1). Il profitera enfin d'une équipe avec plusieurs joueurs talentueux (Wahbi Khazri, Benjamin Bourigeaud, Joris Gnagnon, Ismaïla Sarr, Benjamin André) dont il saura en tirer le meilleur profit. Il est enfin l'entraineur du renouveau, choisi dès l'arrivée d'Olivier Létang, alors qu'il disposait d'une expérience limitée et contrastée avec la Côte d'Ivoire.

#### Nottingham Forest
Le 28 juin 2019, à la suite du départ de Martin O'Neill, Sabri Lamouchi devient le manager de Nottingham Forest pour la saison 2019-2020. Bien parti, dans le championnat de D2 anglaise, l'élan du club est interrompu par la crise Covid-19. À la reprise, l'équipe n'engrange que deux victoires en neuf matchs et finit décrochée à la septième place lors des tout derniers instants de la dernière journée de championnat.
Le 6 octobre 2020, Sabri Lamouchi est démis de ses fonctions, Nottingham n'ayant remporté aucun match depuis le début de la saison avec quatre défaites en championnat et une élimination en League Cup,.
En août 2023, Sabri Lamouchi fait partie des quatre candidats officiels au poste de sélectionneur de l'équipe de France espoirs pour succéder à Sylvain Ripoll mais n'est pas choisi, le poste revenant à Thierry Henry.

## Palmarès

### En club
- Champion de France en 1996 avec l'AJ Auxerre et en 2000 avec l'AS Monaco
- Vainqueur de la Coupe de France en 1996 avec l'AJ Auxerre
- Vainqueur de la Coupe d'Italie en 2002 avec Parme
- Vainqueur de la Coupe Intertoto en 2005 avec l'Olympique de Marseille
- Vainqueur de la Coupe de l'Emir en 2008 avec l'Umm Salal Club
- Finaliste de la  Coupe de France en 2006 avec l'Olympique de Marseille

### En équipe de France
- 12 sélections et 1 but entre 1996 et 2000
- Participation du Championnat d'Europe des Nations en 1996 (1/2 finaliste)

## Statistiques

### Club
| Saison                | Club                          | Championnat           | Championnat | Championnat | Coupe(s) nationale(s) | Coupe(s) nationale(s) | Compétition(s) continentale(s) | Compétition(s) continentale(s) | Compétition(s) continentale(s) | Total | Total |
| Saison                | Club                          | Division              | M.          | B.          | M.                    | B.                    | Comp.                          | M.                             | B.                             | M.    | B.    |
| 1990-1991             | Olympique d'Alès              | Division 2            | 18          | 0           | -                     | -                     | -                              | -                              | -                              | 18    | 0     |
| 1991-1992             | Olympique d'Alès              | Division 2            | 32          | 7           | 1                     | 0                     | -                              | -                              | -                              | 33    | 7     |
| 1992-1993             | Olympique d'Alès              | Division 2            | 34          | 7           | 1                     | 0                     | -                              | -                              | -                              | 35    | 7     |
| 1993-1994             | Olympique d'Alès              | Division 2            | 40          | 12          | 3                     | 4                     | -                              | -                              | -                              | 43    | 16    |
| 1994-1995             | AJ Auxerre                    | Division 1            | 35          | 5           | 4                     | 0                     | C2                             | 6                              | 3                              | 45    | 8     |
| 1995-1996             | AJ Auxerre                    | Division 1            | 36          | 6           | 8                     | 2                     | C3                             | 4                              | 0                              | 48    | 8     |
| 1996-1997             | AJ Auxerre                    | Division 1            | 27          | 3           | 2                     | 0                     | C1                             | 5                              | 1                              | 34    | 4     |
| 1997-1998             | AJ Auxerre                    | Division 1            | 31          | 5           | 6                     | 0                     | CI+C3                          | 12                             | 0                              | 49    | 5     |
| 1998-1999             | AS Monaco                     | Division 1            | 24          | 2           | 2                     | 1                     | C3                             | 2                              | 0                              | 28    | 3     |
| 1999-2000             | AS Monaco                     | Division 1            | 32          | 3           | 4                     | 0                     | C3                             | 8                              | 1                              | 44    | 4     |
| 2000-2001             | Parme AC                      | Serie A               | 29          | 3           | 7                     | 0                     | C3                             | 7                              | 0                              | 43    | 3     |
| 2001-2002             | Parme AC                      | Serie A               | 31          | 3           | 6                     | 0                     | C1+C3                          | 8                              | 2                              | 45    | 5     |
| 2002-2003             | Parme AC                      | Serie A               | 30          | 2           | 1                     | 0                     | C3                             | 4                              | 0                              | 35    | 2     |
| 2003-2004             | Inter Milan                   | Serie A               | 16          | 0           | 3                     | 0                     | C1+C3                          | 7                              | 0                              | 26    | 0     |
| 2004-2005             | Genoa CFC (prêt)              | Serie B               | 20          | 1           | -                     | -                     | -                              | -                              | -                              | 20    | 1     |
| 2005-2006             | Olympique de Marseille (prêt) | Ligue 1               | 32          | 5           | 6                     | 0                     | C3                             | 9                              | 1                              | 47    | 6     |
| 2006-sep. 2006        | Olympique de Marseille        | Ligue 1               | 5           | 0           | -                     | -                     | C3                             | 3                              | 0                              | 8     | 0     |
| sep. 2006-2007        | Al Rayyan Club                | Qatar Stars League    | 7           | 6           | -                     | -                     | -                              | -                              | -                              | 7     | 6     |
| 2007-2008             | Umm Salal Club                | Qatar Stars League    | 19          | 0           | -                     | -                     | -                              | -                              | -                              | 19    | 0     |
| 2008-2009             | Al Kharitiyath SC             | Qatar Stars League    | 10          | 1           | -                     | -                     | -                              | -                              | -                              | 10    | 1     |
| Total sur la carrière | Total sur la carrière         | Total sur la carrière | 508         | 71          | 54                    | 7                     | -                              | 75                             | 8                              | 637   | 86    |

### Matchs internationaux
| Matchs internationaux de Sabri Lamouchi | Matchs internationaux de Sabri Lamouchi | Matchs internationaux de Sabri Lamouchi        | Matchs internationaux de Sabri Lamouchi | Matchs internationaux de Sabri Lamouchi | Matchs internationaux de Sabri Lamouchi | Matchs internationaux de Sabri Lamouchi                     |
| #                                       | Date                                    | Lieu                                           | Adversaire                              | Résultat                                | Compétition                             | Notes                                                       |
| --------------------------------------- | --------------------------------------- | ---------------------------------------------- | --------------------------------------- | --------------------------------------- | --------------------------------------- | ----------------------------------------------------------- |
| 1                                       | 24 janvier 1996                         | Parc des Princes, Paris, France                | Portugal                                | V 3 - 2                                 | Match amical                            | Entre en jeu à la place de Jocelyn Angloma à la 70e minute. |
| 2                                       | 21 février 1996                         | Stade des Costières, Nîmes, France             | Grèce                                   | V 3 - 1                                 | Match amical                            | Titulaire, remplacé par Pierre Laigle à la 70e minute.      |
| 3                                       | 27 mars 1996                            | Stade Roi Baudouin, Bruxelles, Belgique        | Belgique                                | V 2 - 0                                 | Match amical                            | Titulaire et buteur.                                        |
| 4                                       | 29 mai 1996                             | Stade de la Meinau, Strasbourg, France         | Finlande                                | V 2 - 0                                 | Match amical                            | Titulaire, remplacé par Christian Karembeu à la 69e minute. |
| 5                                       | 1er juin 1996                           | Gottlieb-Daimler-Stadion, Stuttgart, Allemagne | Allemagne                               | V 1 - 0                                 | Match amical                            | Entre en jeu à la place de Vincent Guérin à la 81e minute.  |
| 6                                       | 5 juin 1996                             | Stadium Nord, Villeneuve-d'Ascq, France        | Arménie                                 | V 2 - 0                                 | Match amical                            | Titulaire.                                                  |
| 7                                       | 26 juin 1996                            | Old Trafford, Manchester, Angleterre           | Tchéquie                                | N 0 - 0 5-6 t.a.b                       | Demi-finale de l'Euro 1996              | Titulaire, remplacé par Reynald Pedros à la 62e minute.     |
| 8                                       | 31 août 1996                            | Parc des Princes, Paris, France                | Mexique                                 | V 2 - 0                                 | Match amical                            | Entre en jeu à la place de Lilian Thuram à la 88e minute.   |
| 9                                       | 9 octobre 1996                          | Parc des Princes, Paris, France                | Turquie                                 | V 4 - 0                                 | Match amical                            | Titulaire, remplacé par Vincent Candela à la 23e minute.    |
| 10                                      | 25 mars 1998                            | Stade Dynamo, Moscou, Russie                   | Russie                                  | D 0 - 1                                 | Match amical                            | Titulaire, remplacé par Robert Pirès à la 74e minute.       |
| 11                                      | 22 avril 1998                           | Stade Råsunda, Stockholm, Suède                | Suède                                   | N 0 - 0                                 | Match amical                            | Titulaire.                                                  |
| 12                                      | 24 mars 2001                            | Stade de France, Saint-Denis, France           | Japon                                   | V 5 - 0                                 | Match amical                            | Titulaire.                                                  |

### Buts internationaux
| # | Date         | Lieu                                    | Adversaire | Résultat | Compétition  | Détail | Détail        | Détail | Sél. |
| - | ------------ | --------------------------------------- | ---------- | -------- | ------------ | ------ | ------------- | ------ | ---- |
| 1 | 27 mars 1996 | Stade Roi Baudouin, Bruxelles, Belgique | Belgique   | V 2 - 0  | Match amical | 71e    | du pied droit | 2-0    | 3e   |